# Chapelle Saint-Aaron de Saint-Malo
La chapelle Saint-Aaron est un petit édifice religieux de la commune de Saint-Malo, dans le département d’Ille-et-Vilaine en région Bretagne.
Elle est dédiée à saint Aaron, père spirituel de saint Malo et selon la tradition, se trouve à l'emplacement du débarquement, de l'ermitage ou de la tombe du saint.[réf. nécessaire]

## Localisation
Elle se trouve au nord du département et au nord de Saint-Malo intra-muros, au numéro 3 de la place Saint-Aaron.

## Historique
La chapelle date de 1621.
Elle est inscrite au titre des monuments historiques depuis le 14 février 1946.

## Architecture
C'est un édifice simple et de petite taille. La façade mesure environ 6 m de large et le bâtiment fait environ 5 m de long.
La façade principale est orientée vers l’Ouest. Elle comprend une seule porte, surmontée d'une baie, puis d'une cloche et une croix au sommet du pignon. Il y a également deux baies sur la façade sud.